# Whiting (Wyoming)
Whiting es un lugar designado por el censo ubicado en el condado de Platte en el estado estadounidense de Wyoming. En el año 2010 tenía una población de 83 habitantes.

## Geografía
Whiting se encuentra ubicado en las coordenadas 42°0′31.97″N 104°58′15.78″O / 42.0088806, -104.9710500. 